# Bohuslavice (Náchodi járás)
Bohuslavice település Csehországban, Náchodi járásban. Bohuslavice Pohoří, Rohenice, Slavětín nad Metují, České Meziříčí, Vršovka, Dobruška és Černčice településekkel határos. Lakosainak száma 1016 fő (2024. január 1.).

## Népesség
A település lakosságának változását az alábbi diagram mutatja:
| Lakosok száma | 1420 | 1510 | 1417 | 1139 | 1023 | 927  | 997  | 1016 | 1011 | 1016 |
|               | 1869 | 1890 | 1921 | 1950 | 1980 | 2001 | 2017 | 2019 | 2022 | 2024 |